# Haematoporphyrin-Test
Der Haematoporphyrin-Test ist einer der genauesten Tests für den Nachweis von Blut im Stuhl.
Der Haematoporphyrin-Test wird nicht durch Nahrungsmittel-Peroxidasen beeinträchtigt. Da Porphyrine nicht von Magensäuren zersetzt werden, können trotzdem vereinzelt falsch-positive Testergebnisse auftreten. Besonders bei Patienten mit Erkrankungen im oberen Gastrointestinalbereich, die mit Blutungen verbunden sind, wie z. B. bei Zwölffingerdarm- oder Magengeschwüren, kommt es zu diesen falschen Ergebnissen.
Alternativ wird der ungenauere Guajak-Test verwendet.